# 相国寺の戦い (1551年)
相国寺の戦い（しょうこくじのたたかい）は、天文20年（1551年）7月14日から15日にかけて現在の京都府京都市上京区の相国寺で三好長慶軍と細川晴元軍との間で起こった戦い。

## 概要
天文18年（1549年）に三好長慶の勢いに押されて京都から近江へ逃亡した室町幕府13代将軍足利義輝と細川晴元は奪回を目論み、翌天文19年（1550年）に近江守護六角定頼の支援を背景に近江坂本・京都郊外の東山中尾城を拠点にして三好軍と交戦したが、苦戦続きで逆に近江琵琶湖周辺を攻撃され、義輝らは孤立を恐れ中尾城を自焼、坂本から北の堅田へ逃亡した（中尾城の戦い）。一方の長慶は将軍に代わり京都の治安や公家の保護などを取り行い、幕府なしで政権を動かす独自姿勢を取り始めた。
正面から長慶に対抗出来ない義輝は暗殺を企て、天文20年（1551年）3月に2度長慶に刺客を放った。事件はどちらも未遂に終わったが、長慶は警戒のため京都から山崎へ後退、その隙を狙い義輝派の三好政勝・香西元成らが3月15日に丹波から京都へ南下して一時五条通まで進出・放火して回った。また、5月5日に親長慶派の河内守護代遊佐長教が暗殺された事件も義輝の仕業とされ、畿内に不穏な空気が漂った。
7月14日、三好政勝・香西元成らが丹波国人衆など3000人を率いて再度入京、船岡山から等持院を経て相国寺に陣取った。三好軍は今度は迎撃する方針を取り、松永久秀と弟の松永長頼が摂津・阿波・和泉など諸国から集めた4万人の大軍で相国寺を包囲、明け方まで戦闘が繰り広げられた末に政勝・元成らは丹波へ敗走、相国寺は炎上した。
この戦いの結果、義輝・晴元の武力による帰京は不可能となり、彼らを後援していた六角定頼は和睦交渉を始め、定頼の死後は子の六角義賢が続けて交渉を行った結果、天文21年（1552年）1月28日に義輝の帰京が実現してひとまず平和が訪れた。しかし、晴元は和睦に納得せず徹底抗戦を続け、義輝も翌天文22年（1553年）に晴元と組んで再び長慶と敵対、畿内の戦乱は継続されていった。